# Jean Pain (résistant)
Pour les articles homonymes, voir Jean Pain et Pain (homonymie).
Jean Pain est un journaliste et résistant français né le 11 novembre 1891 à Paris dans le 18ème arrondissement  et mort le 26 novembre 1943 à Voreppe (Isère) lors de la Saint-Barthélemy grenobloise.

## Biographie
Deux fois volontaire lors de la Première Guerre mondiale où il gagne la Croix de guerre, Jean Pain refuse la défaite de 1940.
Dès 1942, il participe au mouvement de résistance Combat, il s'occupe parfois des réfractaires au STO et participe en qualité d'un des adjoints du docteur Gaston Valois (chef régional des Mouvements unis de la Résistance) à l'installation de quelques camps dans le Massif du Vercors, dans la Chartreuse et l'Oisans. Ce même Valois avouera dans sa cellule de la Gestapo à son compagnon d'infortune, Gustave Estadès : "C'est Pain qui m'a donné sous la torture...je ne lui en veux pas".

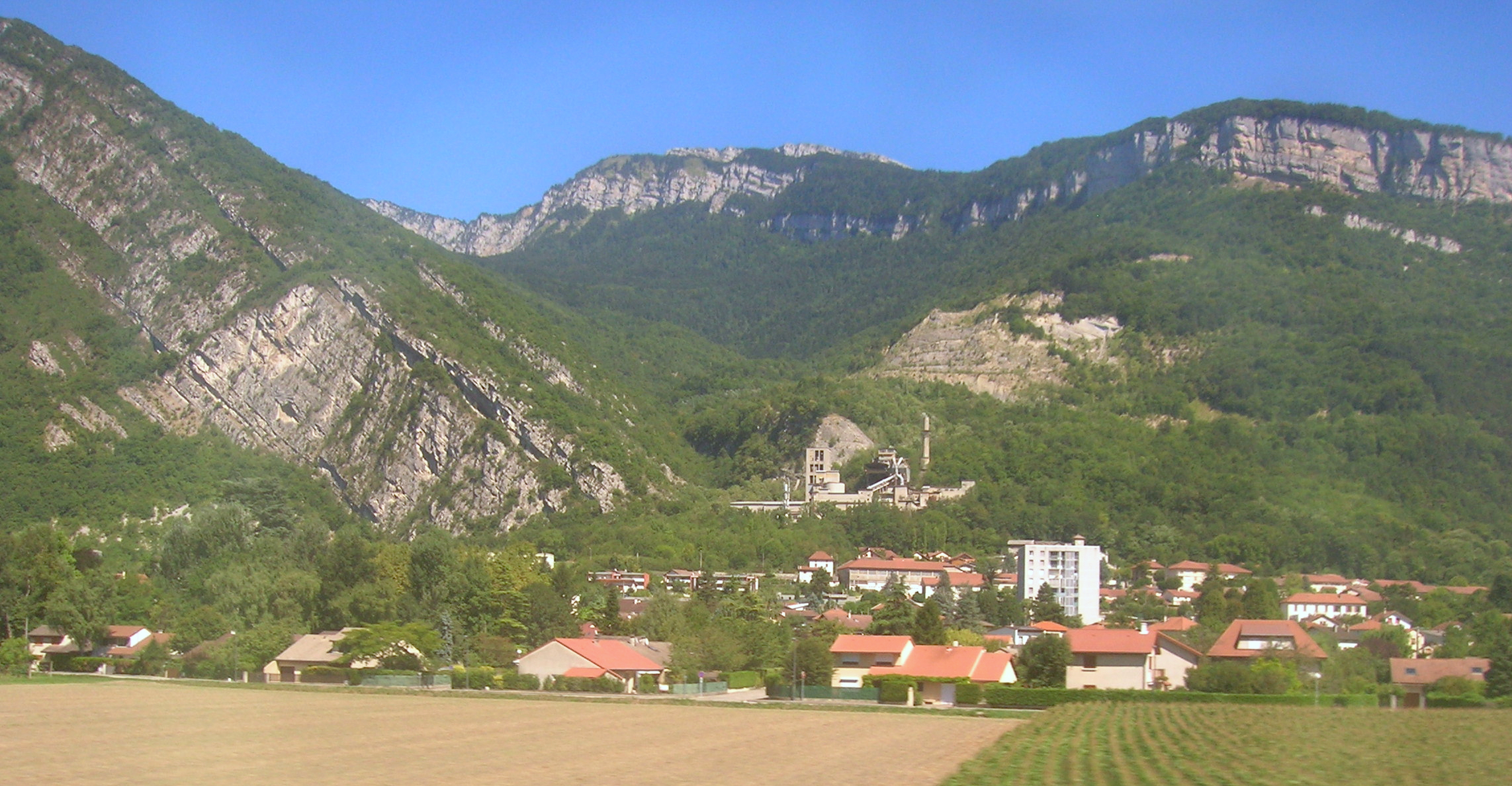
Le Chevalon de Voreppe

Après la manifestation patriotique du 11 novembre 1943, soutenue par les mouvements de résistance, 600 personnes sont arrêtées à Grenoble et 395 d’entre elles sont déportées. Se sentant de plus en plus harcelées par la résistance, les forces allemandes ne tardent pas à réagir. Le 26 novembre 1943, au Café du tribunal, lieu de rendez-vous habituel des journalistes, Jean Pain est arrêté par la Gestapo. On découvre sur lui une liste de résistants avec mots de passe et pseudonymes, imprudemment conservée. Embarqué dans une voiture, on ne le reverra pas vivant. Son cadavre est découvert le lendemain matin criblé de balles, l'arcade sourcilière ouverte et de nombreuses ecchymoses, au Chevalon de Voreppe, près de Grenoble.
À cette exécution, va succéder la « Saint-Barthélemy grenobloise » et ainsi l’arrestation ou le massacre de nombreux responsables de la Résistance : Jean Perrot, le Doyen Gosse et son fils Jean, les docteurs Butterlin, Carrier, Valois, l’ingénieur Audinos, puis au début de l’année 1944, Paul Vallier, Jean Bocq, Marie Reynoard, morte à Ravensbrück. Mais le mouvement, parvient tout de même à se reconstituer, épaulé par le comité départemental de la libération nationale.
Après la Libération, l'un des responsables de l'arrestation de Jean Pain déclara aux enquêteurs que le journaliste avait été "vendu" par une dénommée Rosette, serveuse au café de la table ronde. Interpellée, elle fut rapidement jugée, condamnée à mort et fusillée. Son corps a été jeté dans l'Isère.

## Hommages

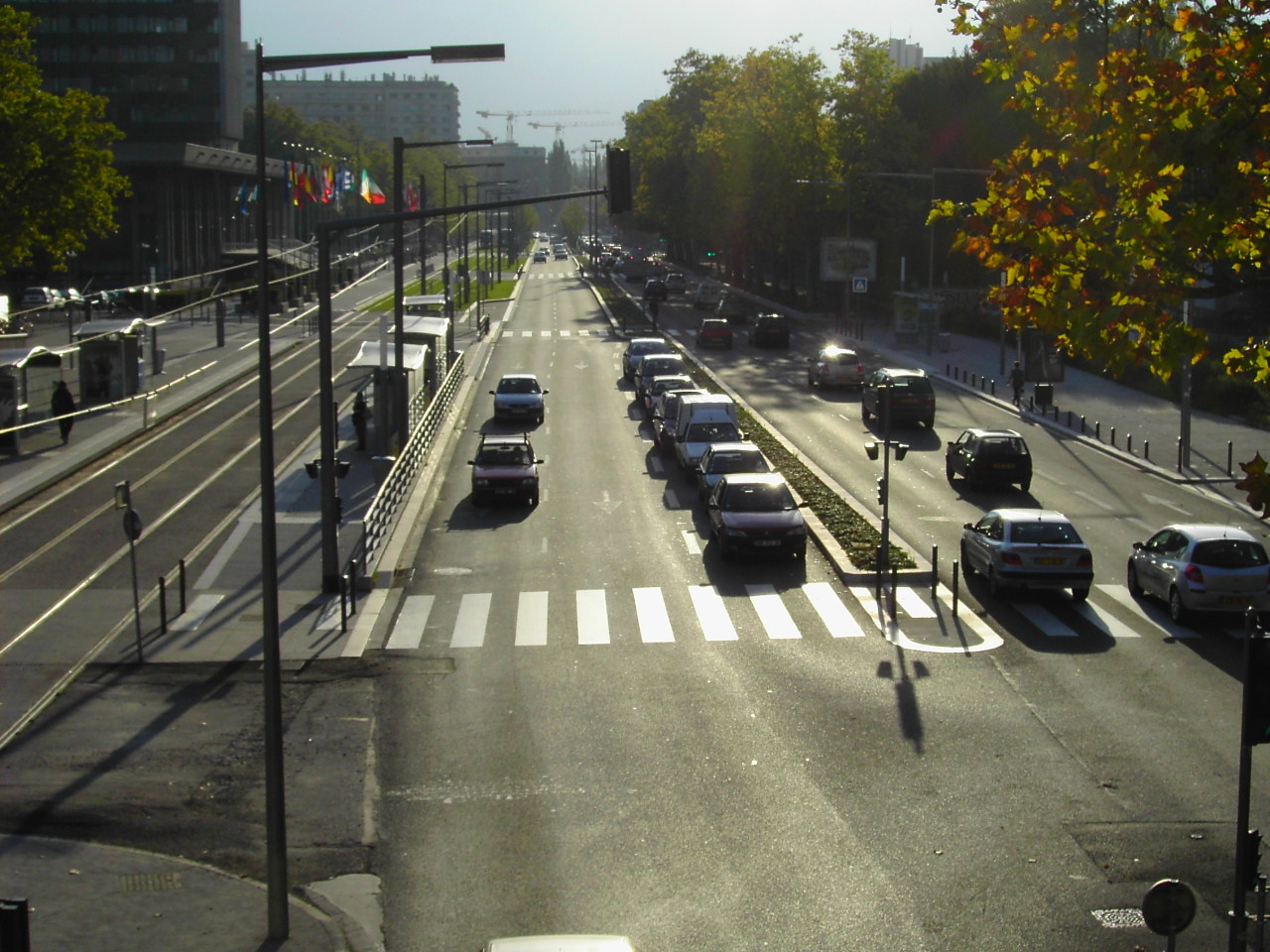
Boulevard Jean-Pain, à Grenoble

Jean Pain sera médaillé de la Résistance à titre posthume le 3 janvier 1946 (Journal Officiel du 13 janvier 1946).
À Grenoble, le boulevard des Alpes créé en 1925 à l'occasion de l'Exposition internationale de la houille blanche porte son nom depuis le 5 décembre 1944.

## Odonymie
- Le boulevard Jean-Pain qui marque l'entrée est de Grenoble (depuis Chambéry et la vallée du Grésivaudan) longe le parc Paul-Mistral qui comprend le bâtiment de l'hôtel de ville et la tour Perret.